# Débitage laminaire

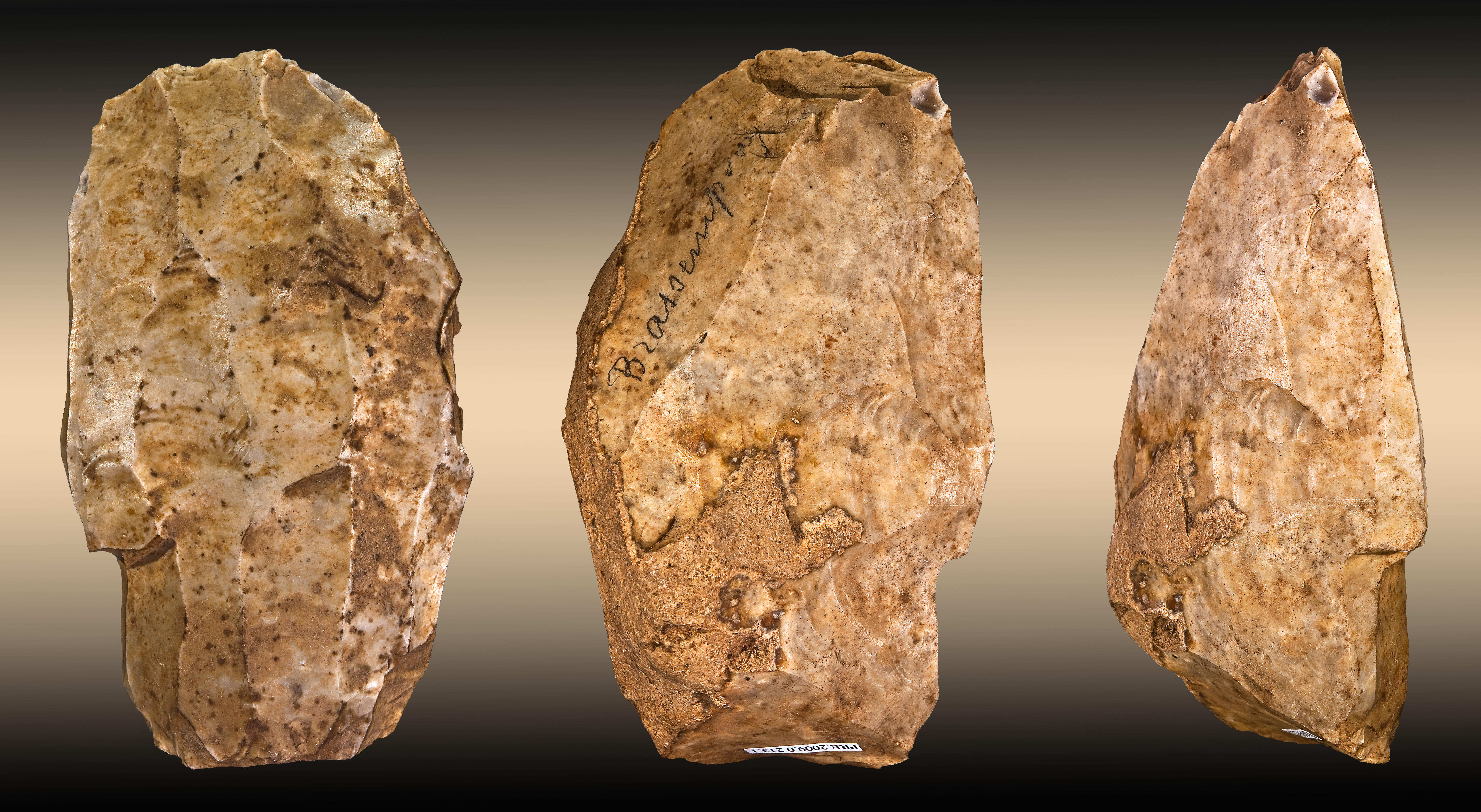
Nucléus laminaire – Paléolithique supérieur (Gravettien) – Brassempouy, Landes, France – Muséum de Toulouse

Par débitage laminaire, on entend en industrie lithique l'ensemble des méthodes de débitage de la pierre dont la finalité est l'obtention d'une ou plusieurs lames à partir d'un nucléus. Une lame est un éclat dont la longueur atteint au moins le double de la largeur et qui est issu d'un débitage destiné à la réalisation en série d'autres supports de morphologie comparable.

## Origine et développement
Les débitages laminaires sont attestés dès le Paléolithique inférieur en Afrique de l'Est, il y a environ 500 000 ans.
Ils apparaissent dans plusieurs régions et à plusieurs moments durant le Paléolithique moyen, notamment dans le nord-ouest de l'Europe, et au Proche-Orient.
En Europe, les débitages laminaires ne se généralisent qu'au Paléolithique supérieur, dès le Châtelperronien. Les lames sont alors issues de nucléus dont les formes se distinguent de celles de la période précédente (nucléus prismatiques préparés par crêtes). La technique de débitage reste par contre la même : les lames sont détachées par percussion directe à la pierre dure.
Des lames sont présentes dans toutes les cultures du Paléolithique supérieur européen, mais leur fréquence et leurs dimensions varient fortement d'une culture à une autre et même au sein d'une même culture. Plusieurs techniques de détachement des lames sont attestées. La pression est employée pour la réalisation de lamelles dès l'Aurignacien, mais semble marginale. Les lames sont en effet essentiellement réalisées par percussion directe tendre à l'aide d'un percuteur en matière organique (bois dur ou bois de cervidé) ou en pierre tendre (grès, calcaire).
Le débitage laminaire est attesté également durant le Mésolithique. Une des nouveautés importantes de cette période est le développement de l'utilisation de la percussion indirecte pour le détachement des lames. L'utilisation de la pression est avérée à la fin de cette période dans plusieurs régions méditerranéennes.
Les débitages laminaires sont bien représentés, sans être généralisés, dans de nombreuses cultures du Néolithique et du Chalcolithique européen, et même jusqu'au début de l'Âge du Bronze dans certaines régions. Les lames sont dans de rares cas détachées par percussion directe tendre, le plus souvent par percussion indirecte et par pression.
À l'échelle du globe, les plus récentes attestations de tels débitages sont ceux réalisés par les populations précolombiennes d'Amérique centrale jusqu'à l'arrivée des colons européens.

## Préparation et débitage des nucléus laminaires
Pour que le débitage soit possible, le nucléus laminaire doit présenter une morphologie adaptée.
La surface de débitage, c'est-à-dire la partie du nucléus de laquelle sont détachées les lames, ne doit pas présenter d'irrégularités importantes. En outre, elle doit être au moins plane, ou de préférence légèrement convexe à la fois dans l'axe de détachement de la lame et perpendiculairement à ce dernier.
Le seuil de tolérance aux irrégularités et aux défauts dans la géométrie de la surface de débitage est différent selon les techniques de débitage. Ainsi, sur un nucléus dont la surface de débitage présente des irrégularités, il est possible de détacher des lames par percussion directe dure mais pas par pression.

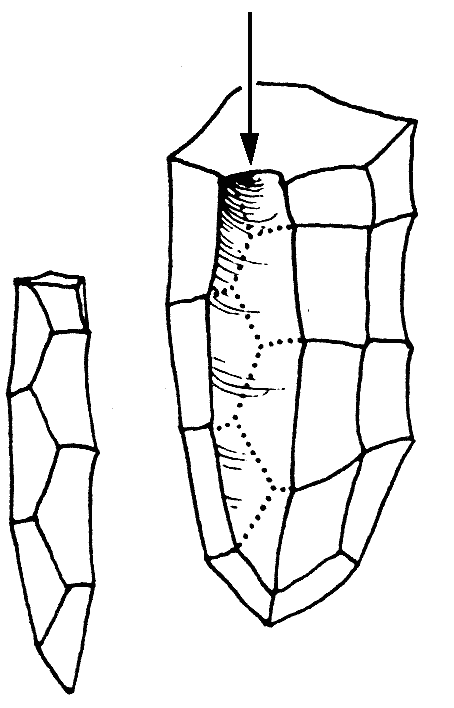
Lame à crête

Dans de rares cas, les blocs de matière première présentent naturellement une surface présentant la géométrie adaptée au débitage laminaire. C'est le cas par exemple de petits nodules de silex de forme lenticulaires ou ovoïdes. Il suffit alors d'ouvrir le plan de pression ou de percussion, c'est-à-dire la surface sur laquelle sera porté le coup ou appliquée la pression permettant le détachement de la lame.
Le plus souvent toutefois les blocs de matière première nécessitent une préparation parfois longue avant de permettre le détachement d'une première lame. Cette préparation est appelée "mise en forme". Elle vise à mettre en place une ou plusieurs crêtes permettant d'initier le débitage. Une crête est une arête formée par les limites des éclats de mise en forme et qui se prolonge sur toute la longueur du nucléus. Elle sert de "fil conducteur" au détachement de la première lame.
- Le début du débitage

Le début du débitage laminaire commence nécessairement par le détachement d'une lame corticale, si le bloc de matière première très régulier n'a pas nécessité de mise en forme, ou alors par le détachement d'une lame à crête. Comme son nom l'indique, la lame à crête suit la crête préparée lors de la mise en forme du nucléus; elle porte alors typiquement sur sa face extérieure une structure en 'alvéoles', découlant des frappes de préparation de la crête.
- La suite du débitage

Le détachement de la première lame laisse sur les nucléus deux longues nervures sur la surface de débitage. Ces nervures servent de fil conducteur aux lames suivantes.
Dans le débitage laminaire, les lames qui ne présentent sur leur face supérieure que les nervures des lames précédentes sont appelées lames de plein débitage : elles proviennent du cœur du nucleus à la différence des lames à crête ou corticales plus superficielles.

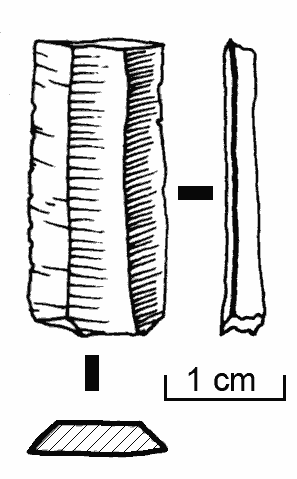
Lame de plein débitage (Fresno de la Ribera, Espagne)

- Entretien du nucléus et du plan de percussion/pression

Dans certaines modalités de débitage, le talon des lames - la partie sur laquelle se porte le coup ou bien où est appliquée la pression - peut être préparé par l'enlèvement de petits éclats. Ces derniers peuvent rendre le plan de percussion/pression peu régulier. Il est alors nécessaire de détacher un ou plusieurs gros éclats pour la régulariser. Ces derniers sont appelés éclats de ravivage lorsqu'ils ne concernent qu'une partie du plan de percussion/pression, ou tablette de ravivage lorsqu'ils concernent l'ensemble du plan de percussion/pression.

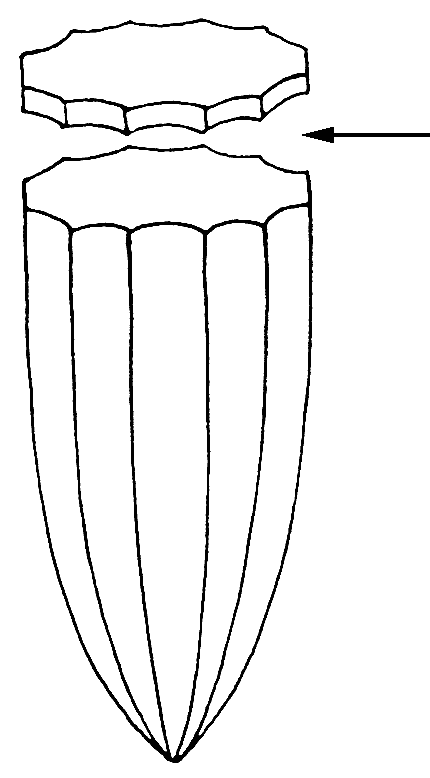
Tablette de ravivage

## Dimension des lames
Dans les publications scientifiques il est fait mention de lames et de lamelles (débitage lamellaire). Il n'existe toutefois aucune limite dimensionnelle absolue, valable dans tous les contextes permettant de distinguer ces deux catégories.
Les débitages laminaires permettent en effet la réalisation de supports de dimensions très variées ; de lamelles de 2-3 cm de long à des lames de plus de 40 cm. À ce jour, une des plus longues lames connues a été découverte dans le site Magdalénien d'Étiolles en région parisienne : elle atteint près de 50 cm de long.
Il est important de souligner que la difficulté pour mettre en forme un nucléus laminaire augmente de manière exponentielle avec la longueur de ce dernier. Elle est donc maximale pour des nucléus de 20 cm ou plus.

## Quelques exemples de débitages laminaires
Les méthodes de préparation des nucléus dans les débitages laminaires sont assez variées. Ils correspondent au moins en partie à des traditions culturelles différentes.

### Débitage laminaire Levallois
Le nucléus est préparé selon la méthode Levallois mais le nucléus est allongé, ou préparé comme tel, afin de permettre l'obtention d'un ou plusieurs éclats allongés, ou lames, que l'on appelle donc lames Levallois. Deux modalités de débitage laminaire Levallois existent : linéale, avec l'obtention d'un seul éclat préférentiel ; ou récurrente, lorsque plusieurs lames sont débitées à la suite sur un même nucléus. Le débitage laminaire Levallois peut être unipolaire ou bipolaire. Cette méthode est attestée dès la phase ancienne du Paléolithique moyen (Saalien), par exemple à Biache-Saint-Vaast, et semble prendre de l'ampleur, notamment pour sa modalité récurrente bipolaire, dans les industries plus récentes du Paléolithique moyen (au début du dernier glaciaire, Weichselien).

### Débitage laminaire non-levallois du Paléolithique moyen
Les schémas opératoires laminaires non-Levallois se différencient de la méthode Levallois principalement par la conception volumétrique du débitage, et non par la préparation d'une surface. Pour la production de lames, ces schémas sont plus courants et sont généralisés surtout au Paléolithique supérieur bien qu'il en existe des cas dès le Paléolithique ancien et dans certaines régions au Paléolithique moyen.
Il s'agit là de débiter des lames à partir d'un nucléus non-préparé ni mis en forme, mais dont le débitage d'éclats allongés est assuré par la morphologie oblongue du nucléus, souvent un galet marin, parfois un gros éclat. Un ou deux plans de frappes peuvent être aménagés (unipolaire ou bipolaire). La lame d'entame présentera souvent une face supérieure entièrement corticale. Les nervures laissées par son négatif serviront de nervures-guides au débitage des lames suivantes. Le débitage ne concernera toutefois qu'une face du nodule, laissant l'autre non-touchée, conférant ainsi au nucléus une section prismatique. Des lames latérales peuvent être débitées pour recréer la convexité (le "cintre") nécessaire pour débiter les éclats allongés et empêcher les débordements sur les côtés. Cet entretien produira en général des lames à dos. Le manque de mise en forme des nucléus lors de ce schéma opératoire tend à rendre pauvre la production de lames. Cette méthode est attestée dès la phase ancienne du Paléolithique moyen et jusqu'au début du Weichselien.

### Débitage laminaire de style Paléolithique supérieur
Cette méthode de débitage est similaire à la précédente dans son concept, sauf qu'elle inclut la préparation et l'entretien du nucléus. La préparation d'une crête sert de guide au débitage de la première lame, dont les nervures laissées par son négatif permettent de guider le débitage des suivantes et ainsi de suite. Des débitages latéraux peuvent aussi servir à réaménager la convexité tout comme le façonnage d'une crête à un seul versant. Enfin le ou les plans de frappes sont souvent ravivés pour assurer une angulation propice au débitage. Ce schéma peut être unipolaire ou bipolaire, semi-tournant ou tournant selon l'étendue de la surface de débitage, sur une seule face du nucléus ou tout autour. Cette méthode est attestée dès la phase ancienne du Paléolithique moyen dans des cas où la morphologie des nucléus ne permettait pas un débitage laminaire sans préparation. Elle se généralise dans certaines régions au Paléolithique moyen plus récent (Saint-Germain-des-Vaux, Seclin, Riencourt-lès-Bapaume, sites de la vallée de la Vanne...etc.) où les lames sont presque systématiquement facettées, et sera généralisée à partir du Paléolithique supérieur.

### Débitage laminaire naviforme
Le débitage laminaire naviforme a été pratiqué dans une grande partie du Proche-Orient entre 8200/8000 et 7000 av. J.C. dans des contextes culturels PPNB. Le terme "naviforme" renvoie à la morphologie des nucléus avant le débitage : ils ont un peu l'aspect de la coque d'un navire. Le débitage est bipolaire : il y a deux plans de percussion opposés et les lames sont alternativement détachées en frappant sur l'un puis sur l'autre.
Les lames, débitées par percussion directe tendre peuvent mesurer plus de 20 cm de long. Elles sont le plus souvent retouchées sous forme de pointes.

### Débitage sur "livre-de-beurre"
Le débitage sur livre-de-beurre correspond à un épisode relativement court, entre 2800 et 2450 av. J.C., dans la région du Grand-Pressigny dans le centre de la France),.
Les nucléus sont appelés "livres-de-beurres" en raison de leur ressemblance avec les mottes de beurre de la région au XIXe siècle.
Cette mise en forme particulière est liée aux caractéristiques du silex employé dans ces débitages. Le silex au cœur des gros nodules utilisés est le plus souvent de qualité médiocre. Les tailleurs préhistoriques ont donc été contraints d'exploiter au maximum les parties superficielles de ces blocs.
Les lames mesurent au moins 22,5 cm de long et jusqu'à 37,5 cm de long et ont été détachées par une percussion indirecte améliorée permettant la réalisation de lames aussi longues.
Ces lames sont distribuées sur la quasi-totalité de la France jusqu'au Benelux et à l'ouest de la Suisse. Elles sont le plus souvent retouchées sous forme de poignards.

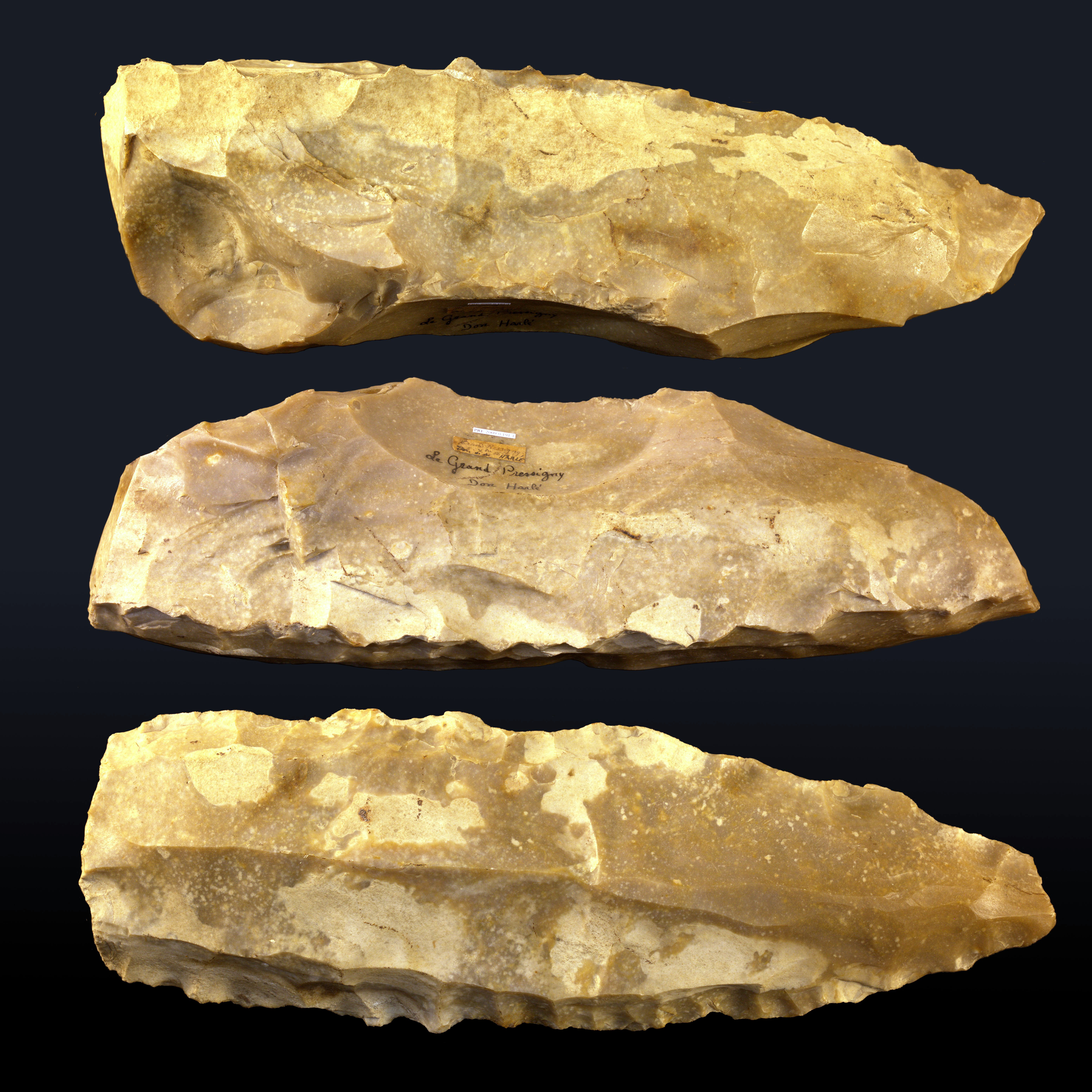
Nucléus en "livre-de-beurre"

On trouve exceptionnellement des ateliers de débitage de lames sur des livres-de-beurre en dehors de la région du Grand-Pressigny, par exemple à Vassieux-en-Vercors. Dans ces ateliers, la mise en forme des nucléus sous forme de livres-de-beurre ne se justifie pas par les défauts de la matière première, ce qui indique l'arrivée probable de tailleurs venus du Grand-Pressigny pour y débiter des lames. L'ampleur de ces ateliers est cependant sans commune mesure avec celle des ateliers pressigniens.